# 麦可贴
麦可贴（Mactac）是世界重要的压敏胶生产商之一，生产基地在美国和比利时，产品包括广告装饰材料，标签印刷产品和工业胶带。标签类产品应用于：标签制品、平板印刷、标签纸；印刷和装饰类产品分为：电脑刻字、丝网印刷、数码喷绘和特殊类产品；工业胶带类产品应用于：汽车行业、建筑行业、绝缘类产品、电子行业、特殊产品和医疗行业。
其母公司毕玛时（Bemis）已成为世界最大的柔性包装材料生产商，是美国上市公司，属于标准普尔500企业。